# Sueben

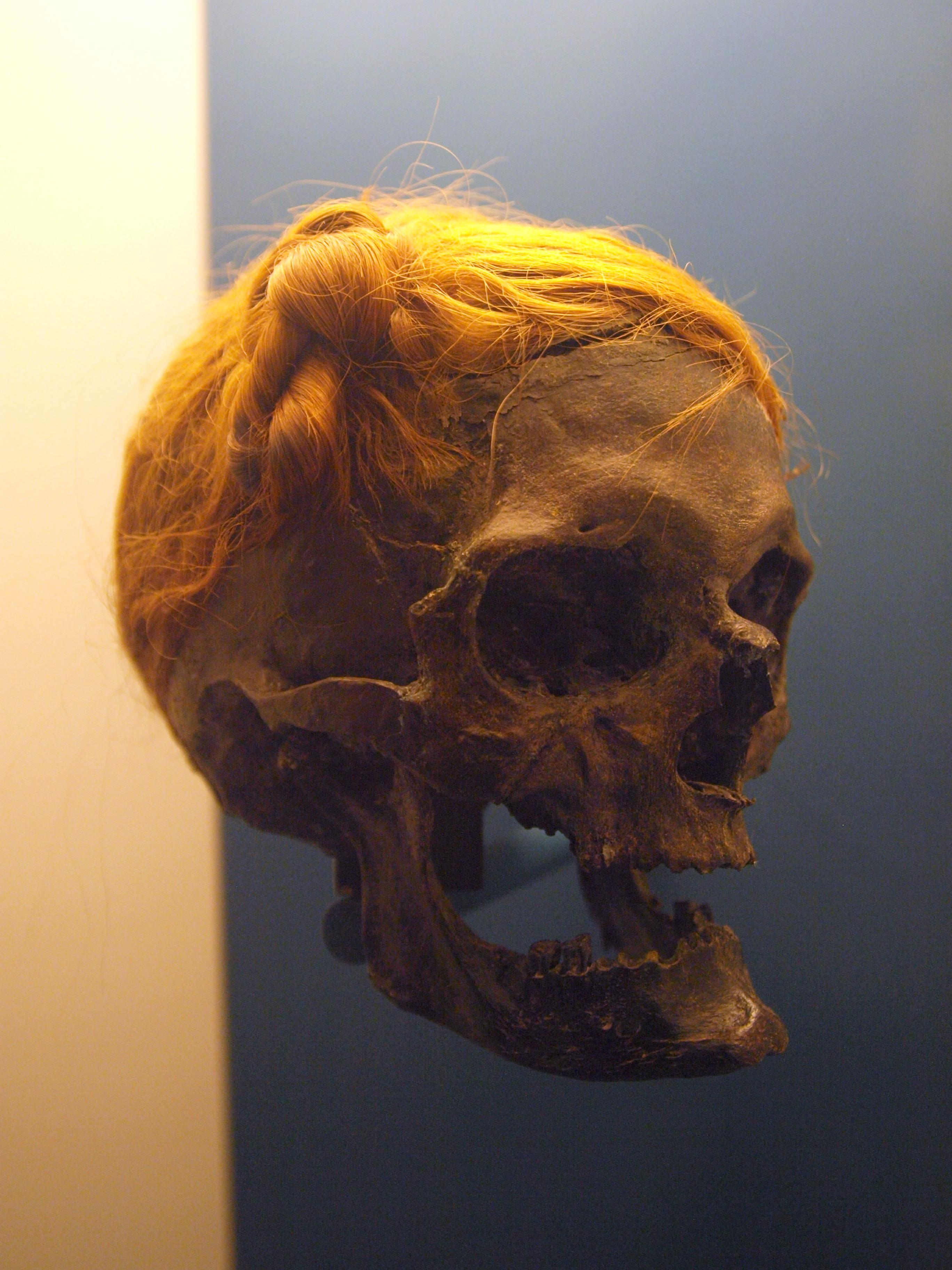
Suebenknoten am Kopf der Moorleiche von Osterby

Die Sueben (oder Sweben, Sueven, Suawen, lateinisch Suebi oder Suevi, altgriechisch Σούηβοι/Σόηβοι So(u)ēboi) waren eine Stammesgruppe germanischer Völker.

## Allgemeines

Das Römische Reich unter Hadrian (Regierungszeit 117–138 n. Chr.). Der Siedlungsraum der Suebi ist von Elbe und Oder sowie von der südlichen Ostseeküste und dem Erzgebirge begrenzt.

Die Bezeichnung Sueben (lateinisch: Suebi, Suabi oder Suevi) bezieht sich auf eine germanische Stammesgruppe, die einst im Nordosten der Germania magna an der Ostsee bis zu den deutschen Mittelgebirgen lebte. Es handelt sich (anders als zum Beispiel bei der Bezeichnung "Germanen") um eine Eigenbezeichnung der Angehörigen dieser Stammesgruppe; sie bedeutet "Wir selbst".
In römischen Quellen wurde nach den Sueben die Ostsee als Mare Suebicum benannt. Der antike Geograf Claudius Ptolemäus (* um 100; † um 175) lokalisierte in seiner Geographike Hyphegesis an der Stelle der heutigen Świna und Oder den Fluss Συήβος (Syebos, lat.: Suevus). Damit lässt sich der Stammesname Suebi passend zum ursprünglichen Siedlungsgebiet als „Oderleute“ deuten oder der Flussname Suevus als „Suebenfluss“.
Wie der Historiker Reinhard Wenskus dargelegt hat, prägten anfänglich Tradition und Erscheinung der Sueben die ethnografische Wahrnehmung und Beschreibung zahlreicher germanischer Stämme in der antiken Welt, bevor diese Dominanz auf die gotischen Stämme überging. Viele germanische Stämme legten Wert darauf, als suebisch betrachtet zu werden.
Als suebisch bezeichnete Stämme waren zur Zeit Tacitus’ die Semnonen, Markomannen, Hermunduren, Quaden und Langobarden; manchmal werden auch die Angeln dazugezählt. Archäologisch lassen sie sich am ehesten in den Elbgermanen wiederfinden.
Um 60 v. Chr. drangen die Sueben und andere Germanen in das Gebiet zwischen Main und Alpen ein und zerstörten und plünderten alle Siedlungen der dortigen Kelten. Der Großteil der Überlebenden wanderte ab. Nachdem die Invasoren wieder nach Westen abgezogen waren, lebten nur noch kleine Dorfgemeinschaften in der Region.
In den Quellen verliert sich die Spur der Sueben im 2. Jahrhundert, bevor ihr Name in späteren Quellen wieder auftaucht. Sie nahmen an der sogenannten Völkerwanderung teil und Teile von ihnen gelangten bis auf die Iberische Halbinsel. Der Stammesname lebt im Neuhochdeutschen als Schwaben fort.
Tacitus bezeugt in Germania, dass die Semnonen als das Stammvolk der Sueben, vetustissimi Sueborum, galten.

## Sueben bei Caesar
Gaius Iulius Caesar besiegte die unter Führung von Ariovist nach Gallien eingedrungenen Sueben im Jahr 58 v. Chr. in einer Schlacht am Rhein. In seinen Berichten begreift er als Sueben die östlich der Ubier und Sigambrer wohnenden Germanen und berichtet, dass sie 100 Gaue mit je 1000 streitbaren Männern gezählt, aber sich bei seinem Rheinübergang weit nach dem Wald Bacenis (die deutschen Mittelgebirge, die nach Caesar die Sueben von den Cheruskern trennten), zurückgezogen hätten. Diese Lokalisierung gilt aber als unsicher. Sie sollen keine festen Wohnsitze gehabt haben, sondern alljährlich zum Teil auf kriegerische Unternehmungen ausgezogen sein. Die Größe des suebischen Stammesverbandes ist wahrscheinlich in der Mehrzahl auf eine Selbstzuordnung anderer Stämme aufgrund des Kriegsruhmes der Sueben zurückzuführen. Cassius Dio berichtet jedenfalls, dass auch „viele andere Anspruch auf die Bezeichnung ‚Sueben‘ erheben“.
Allerdings gab es nach Ausweis der archäologischen Quellen am Main und nördlich davon durchaus feste Siedlungen, sogar keltische Oppida waren in diesem Gebiet noch kurz nach der germanischen Einwanderung besiedelt. Diese sogenannten Mainsueben, die 10/9 v. Chr. von Drusus unterworfen wurden, gehörten nach dem Fundgut zu einer Mischung des elbgermanischen und des rheinwesergermanischen Kulturkreises.

## Neckarsueben
Nach Inschriftenfunden lebten in der Gegend von Lopodunum (heute Ladenburg) im 1. und 2. Jahrhundert n. Chr. unter römischer Herrschaft die Suebi Nicrenses, die Neckarsueben. Nach ihnen wurde die Civitas Ulpia Sueborum Nicretum in der Gegend von Ladenburg benannt. Es handelt sich wahrscheinlich um Reste, die nach der Vertreibung oder auch freiwilliger oder zwangsweiser Umsiedlung hier und in Diersheim zurückgeblieben waren.

## Sueben bei Tacitus
Laut 38. Kapitel der Germania von Tacitus aus den Jahren nach 98 n. Chr. zählten alle elb- und ostgermanischen Stämme südlich des Mare Suebicum (Ostsee) zwischen Elbe und Weichsel (von der Donau bis zur Ostsee) zu dem Stammesbund der Suebi. Er zählte die Semnonen, Langobarden, Reudigner, Avionen, Anglier, Variner, Suardonen, Nuitonen, Hermunduren, Naristen, Markomannen, Quaden, Marsigner, Burer und die Lugier zu ihnen. Die Hermunduren galten ihm als das „vorderste“, die Semnonen als das „edelste, angesehenste und älteste“ und die Langobarden als das kühnste unter den suebischen Völkern. In der Einleitung seiner Schrift erwähnt Tacitus, dass die Sueben möglicherweise direkt von Mannus abstammen, dem Stammvater aller Germanen und Sohn des der Erde entsprossenen Gottes Tuisto.

## Sueben bei Ptolemäus
Claudius Ptolemäus beschreibt um 150 n. Chr. die Sueben ebenfalls als ein Sammelbegriff für viele Stämme in der Germania magna. Zu den Sueboi zählt er Angiler, Semnonen, große Brukterer, Angrivarier und Teutonoaren (an der Unterelbe). Außerdem nannte er zwischen Oder und jütischer Halbinsel einen Fluss Syebos.

## Sueben im Nordwesten der Iberischen Halbinsel

Karte der Eroberungen von Ermenrich und Rechila (411–448).

Am 31. Dezember 406 überquerte ein Stamm bzw. Kriegerverband mit Namen Suebi, begleitet unter anderem von Vandalen und Alanen, den Rhein bei Mogontiacum (Mainz) (Rheinübergang von 406). Die Krieger plünderten zunächst Gallien und drangen dann 409 nach Hispanien vor. Hier wurde ihnen angeblich durch das Los die Provinz Gallaecia zugeteilt. In Braga (lateinisch Bracara) errichteten sie ihre erste Residenz. Nachdem sie auch den nördlich gelegenen Siedlungsbereich der vandalischen Hasdingen in Galicien übernommen hatten, wurde in A Coruña (lat. Corunium) mit dem Flavium Brigantium eine zweite Residenz eingerichtet. Über die genaue Herkunft dieser suebischen Gruppe, die 585 von den Westgoten endgültig unterworfen wurde, kann nur spekuliert werden. Am ehesten kommen die Donausueben bzw. Quaden in Betracht. Das Suebenreich in Galicien kooperierte geschickt abwechselnd mit Westgoten und dem Weströmischen Reich, wobei es sich jeweils an den aktuell Stärkeren hielt und die Unabhängigkeit oft durch Heiratspolitik erhielt. Es als gotischen Vasallen zu betrachten, wäre daher zu kurz gedacht.
Der erste suebische König bzw. rex auf der Iberischen Halbinsel war Ermenrich († 440), der um 430 die Vandalen im Norden besiegte und damit sein Herrschaftsgebiet auf den Nordwesten Galiciens ausweiten konnte. Sein Sohn Rechila (440–448) eroberte die von Vandalen gegen Westgoten lose kontrollierte Baetica mit Sevilla im Süden Iberiens. Auch die westlichen Gebiete der Alanen wurden dabei Teil des Suebenreiches. Sein katholischer Sohn und Nachfolger Rechiar expandierte weiter, wobei er langjährige Freundschaftsbande zu den Bagauden knüpfte, wodurch er zeitweilig neue Gebietsgewinne im Westen erlangte.
Doch 456 verlor er gegen den westgotischen rex Theoderich II. am Fluss Órbigo in der Nähe des heutigen Astorga Schlacht und Leben. Damit gingen die meisten suebischen Eroberungen außerhalb der Gallaecia verloren. Die nordwestlichen Sueben ernannten daraufhin Maldras (456–460), vermutlich aus alanischem Adel stammend, zu ihrem Anführer, während in der Hauptstadt Braga nacheinander Aiulf (456–457) und Framta (457–458), vermutlich ein westgotischer Neffe des Theoderich I., in westgotischer Abhängigkeit regierten. Nach Framtas Tod übernahm der Suebe Rechimund oder Remismund (laut Überlieferung Maldras’ Sohn, wahrscheinlich eher sein Schwiegersohn) die Herrschaft über die Sueben, wobei er sich der Unterstützung des weströmischen Heermeisters Ricimer erfreute. Remismund expandierte mehr oder weniger gebilligt von den Westgoten und eroberte Conimbriga und gründete Coimbra. Auch Lissabon ergab sich lieber den Sueben als den Westgoten. Remismund, der inzwischen wieder den Westen Iberiens beherrschte, musste jedoch auf Wunsch von Eurich wieder das arianische Christentum annehmen. Grund dafür waren politische Absprachen zwischen Eurich und dem Heermeister Ricimer, die zum Tode von Anthemius und seinem Sohn Anthemiolus, aber auch zur formalen Anerkennung der Suebenherrschaft in Galicien durch die Westgoten führten.
Für die folgenden rund 100 Jahre sind keine Quellen erhalten. Erst ab 550 werden einige ostgotisch klingende Namen wie Veremund, Theodemund, Chararic und Ariamir genannt, deren Herrschaft sich jedoch nicht verifizieren lässt. Um 560 trat Theodemir aufgrund des Zusammenbruchs des Ostgotenreiches erneut vom Arianismus zum Katholizismus über. Zwischen 570 und 585 sollen weitere vier Könige mit Namen Miro, Eboric, Audeca und Malaric über die Sueben geherrscht haben, über die ebenfalls nur wenig bekannt ist. 585 wurde das suebische Reich, das sich durch Unterstützung der Rebellion des Hermenegild befreien wollte, schließlich vom siegreichen Leovigild dem westgotischen Reich einverleibt. Damit endete die suebische Herrschaft in Galicien nach 176 Jahren.

## Sprache
Da die suebische Sprache nicht niedergeschrieben wurde, beschränkt sich der bekannte suebische Wortschatz fast vollständig auf Namen und nicht mehr als eine Handvoll Begriffe.
Einige suebische Wörter fanden wohl Eingang in die galicische Sprache und portugiesische Sprache, so z. B. suebisch *lawerka zu portugiesisch und galicisch laverca „Lerche“.

## Donausueben
Die Quaden erscheinen seit dem 5. Jahrhundert in den Quellen häufig allgemeiner als Suebi (archäologische Bezeichnung Donausueben). Auch bei den 409 in Iberien eingewanderten Sueben dürfte es sich um Stammesteile der Quaden gehandelt haben. Andere Teile verblieben in Pannonien, waren nach König Hunimunds Niederlage in der Schlacht an der Bolia (469) mit den Alamannen verbündet, wanderten in deren Siedlungsgebiet und gingen in diesen um 480 schließlich auf. Man spricht hier von einer zweiten Ethnogenese der Alamannen, weil diese seit Beginn des 6. Jahrhunderts auch Sueben hießen. Dennoch verblieben Reste an der mittleren Donau zurück, die um 540 von den Langobarden unter Wacho unterworfen wurden und danach als Stamm unter eigenem Namen verschwanden. Jordanes unterschied noch um 550 Sueben und Alamannen, wobei er die Sueben in der eigentlichen Alamannia, die Alamannen aber in den Alpen lokalisierte. Bei den Alamannen hat sich der Name der Sueben bis in die Neuzeit gehalten: Er blieb im späteren Schwabenland erhalten. Suebisieren war im 19. Jahrhundert ein Ausdruck für „Schwabenstreiche machen“. Möglicherweise waren die Sueben, die ab etwa 570 südlich des Flusses Bode anstatt der mit den Langobarden nach Italien gewanderten Sachsen siedelten, Alamannen.

## Kultur
Der Kult der Nerthus war nach Tacitus besonders bei den nördlichen Sueben verbreitet. Außerdem berichtet Tacitus von einem heiligen Hain im Land der Semnonen. Bekannt ist die eigenartige Haartracht, der Suebenknoten, der die Freien von den Sklaven und den übrigen Germanen unterschied. Vermutlich trugen nicht nur die Sueben diese Haartracht. In Martials Epigrammen heißt es: „Mit zu Knoten geflochtenen Haaren kamen die Sugambrer“.

## Suebenstämme
- Langobarden
- Hermunduren
- Markomannen
- Semnonen
- Alamannen
- Warnen (Varini, Verini, Warni, Guerni) auch Nordsuaven genannt[17]